# São Vicente Ferreira
São Vicente Ferreira é uma freguesia portuguesa do município de Ponta Delgada, na ilha de São Miguel, Região Autónoma dos Açores, com 11,37 km² de área e 2499 habitantes (censo de 2021). A sua densidade populacional é 219,8 hab./km².
O seu nome deriva de um aportuguesamento de São Vicente Ferrer.
A atividade principal é a agricultura. É banhada pelo Oceano Atlântico a norte.
Atualmente constitui um dos maiores dormitórios de Ponta Delgada, sendo que o número de construções novas está a aumentar muito rapidamente. 

## Demografia
A população registada nos censos foi:
| Distribuição da População por Grupos Etários | Distribuição da População por Grupos Etários | Distribuição da População por Grupos Etários | Distribuição da População por Grupos Etários | Distribuição da População por Grupos Etários |
| -------------------------------------------- | -------------------------------------------- | -------------------------------------------- | -------------------------------------------- | -------------------------------------------- |
| Ano                                          | 0-14 Anos                                    | 15-24 Anos                                   | 25-64 Anos                                   | > 65 Anos                                    |
| 2001                                         | 403                                          | 287                                          | 849                                          | 125                                          |
| 2011                                         | 513                                          | 321                                          | 1327                                         | 200                                          |
| 2021                                         | 384                                          | 349                                          | 1518                                         | 248                                          |

## Freguesias adjacentes
- Capelas, a noroeste
- Arrifes, a sudoeste
- Fajã de Cima, a sul
- Fenais da Luz, a este